# Mbanza-Ngungu

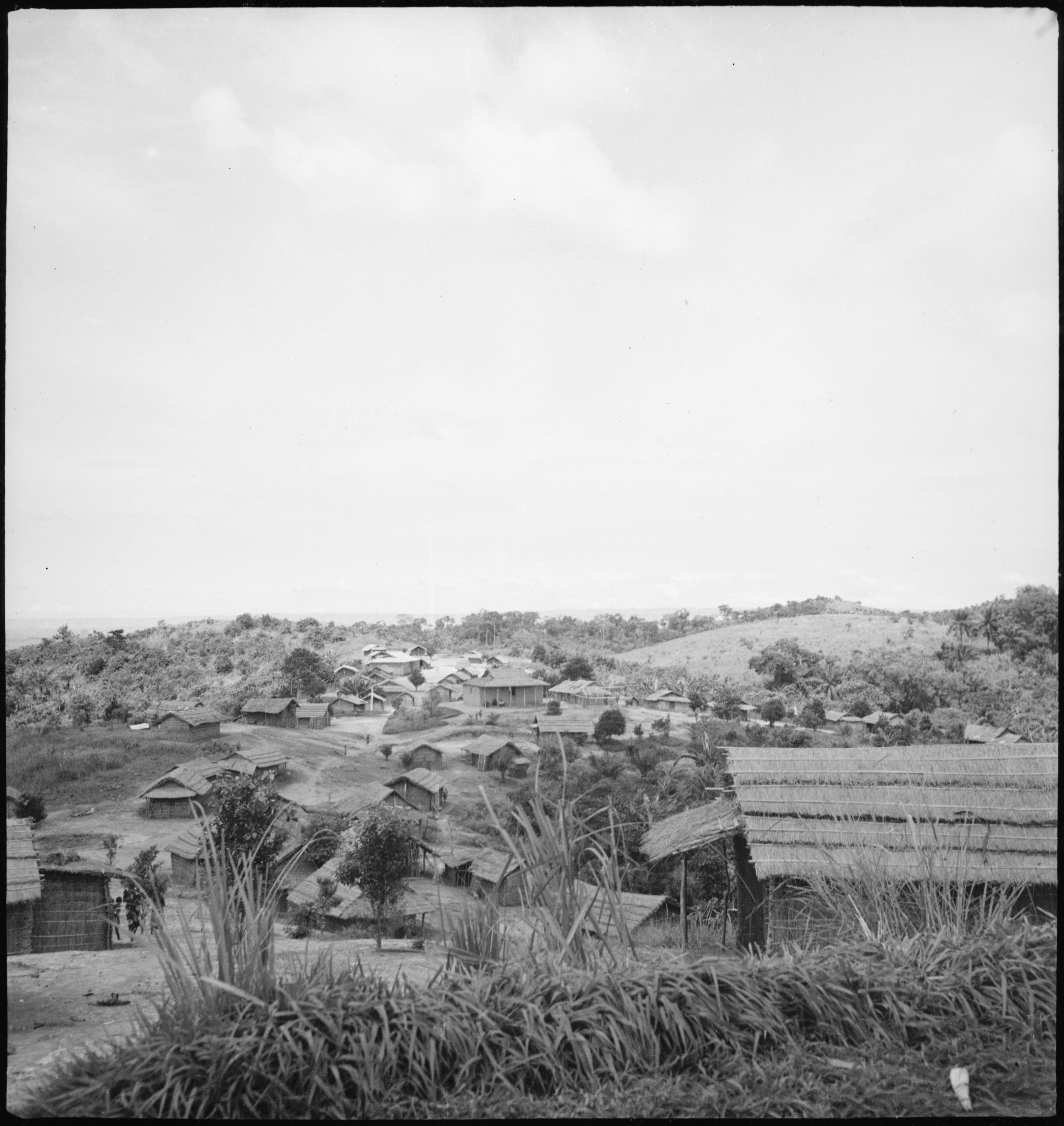
Dorfansicht bei Thysville / Mbanza Ngungu. Foto Annemarie Schwarzenbach (1941/42)

Mbanza-Ngungu ist eine Stadt in der Demokratischen Republik Kongo.

## Allgemeines
Die Stadt hat etwa 100.000 Einwohner und liegt an der ehemaligen Eisenbahnlinie und heutigen Straße zwischen Matadi und Kinshasa in der Provinz Kongo Central. Seit 1932 ist der Ort über eine 15 km lange Stichlinie nach Marchal an die Matadi-Kinshasa-Bahn angeschlossen. Wegen ihrer bekannten Grotten war sie früher ein Touristenort.
Sie ist eine wichtige Garnisonsstadt der kongolesischen Armee und ist ein Standort der Eisenindustrie.
Außerdem ist hier die 1990 gegründete private Universität l'Université Kongo.

## Geschichte
Während der belgischen Kolonialzeit hieß die Stadt Thysville, benannt nach Albert Thys, der sie 1905 gründete, zuvor wurde der Ort Sona Qongo genannt.
Nach seiner Festnahme im September 1921 war der kongolesische Religionsstifter Simon Kimbangu einige Jahre in Thysville inhaftiert. 1957 wurde die Thysville-Kasangulu-Brücke eingeweiht, die den Fluss Sukasou überquert.
Im Juli 1960 nahm die Gehorsamsverweigerung der Force Publique im hiesigen Camp Hardy ihren Anfang. Ende 1960 war Premierminister Patrice E. Lumumba hier zeitweise in Gefangenschaft, bevor er von belgischen Agenten nach Elisabethville (heute Lubumbashi) in die separatistische Provinz Katanga überstellt und am 17. Januar 1961 ermordet wurde.